# Igor Lintz Maués
Igor Lintz Maués (* 8. Dezember 1955 in São Paulo) ist ein österreichischer Komponist und Klangkünstler brasilianischer Herkunft.

## Leben
Lintz Maués begann im Alter von sechs Jahren Gitarre zu spielen und interessierte sich früh für experimentelle Kunstrichtungen. Schon als Teenager studierte er in den 1970er-Jahren in Sao Paulo experimentelle Kunst in der Kunstschule „Brasil:“.
Danach studierte er Komposition bei Willy Correa de Oliveira und Gilberto Mendes an der Universität von Sao Paulo (USP). 1976 gründete er gemeinsam mit Kollegen der Musikabteilung dieser Universität die brasilianische Musikgruppe "Premeditando o Breque" ("Premê"), deren Mitglied er bis Mitte der 1980er-Jahre war.
Nach Abschluss des Kompositionsstudiums spezialisierte er sich in Den Haag (Königliches Konservatorium), Utrecht (Institut für Sonologie), Paris (IRCAM) und Wien (Universität für Musik und Darstellende Kunst) auf elektroakustische Musik und Computermusik. Zu seinen Lehrern zählten Louis Andriessen, Gottfried Michael Koenig, David Wessel und Wilhelm Zobl. Seine Magisterarbeit „Música Eletroacústica no Brasil (1956-1981)“ wurde das Nachschlagewerk über die Pionierjahre der brasilianischen elektroakustischen Musik.
In den 1980er-Jahren unterrichtete Lintz Maués an der staatlichen Universität Sao Paulo (UNESP) und leitete das dortige Studio für elektroakustische Musik. Einige seiner damaligen Studenten sind heute wichtige Vertreter der brasilianischen elektroakustischen Musik. Seit 1991 ist Lintz Maués Dozent für elektroakustische und experimentelle Musik an der Universität für Musik und Darstellende Kunst Wien (Institut ELAK). Die Absolventen dieses Institutes spielen eine wichtige Rolle in der österreichischen Experimentalmusikszene; einige von ihnen haben u. a. eine Plattform namens „Velak“ gegründet, die regelmäßig experimentelle Konzerte in Wien organisiert.
Von 1995 bis 2000 war Lintz Maués Präsident der Österreichischen Gesellschaft für Elektroakustische Musik (GEM). Sein Buch „Acustica / Elektronischer Frühling - Dokumentation Elektroakustischer Musik in Österreich“ (1995, mit Gerald Trimmel) dokumentiert die Situation der österreichischen elektroakustischen Musik in den 1980er und den 1990er Jahren.
Von 1995 bis 1997 kooperierte er mit der Klasse von Peter Weibel für Visuelle Mediengestaltung an der Universität für Angewandte Kunst Wien (gemeinsam mit Ruth Schnell). 2005 und 2006 entwickelte er an dieser Universität Projekte im Bereich des "Audible Design" (gemeinsam mit Ruth Mateus-Berr).
In den 1990er-Jahren arbeitete Lintz Maués gemeinsam mit Komponisten wie Krzysztof Penderecki, Iannis Xenakis und Luc Ferrari. 1997-2002 leitete er das Komponistenforum der ISMEAM – International Summer Meeting of Electroacoustic Music in Sárvár, Ungarn. Er war von 1998 bis 2000 künstlerischer Leiter des Festivals „Elektrokomplex“ in Wien und Linz und von 2003 bis 2009 der Konzertreihe „Klangprojektionen“ in Wien.
1999 gründete er das „Vienna Noise Orchestra“, das sich der Live-Elektronik widmet und dessen Schwerpunkte auf kollektiver Komposition und Klangforschung liegen.
Lintz Maués war bei verschiedenen Musikinstitutionen in Europa, Nord- und Südamerika sowie Asien zu Gast und nahm an zahlreichen internationalen Konzerten teil. Für seine Arbeit erhielt er mehrere Preise.
Obwohl Lintz Maués seit einigen Jahren an Parkinson erkrankt ist, ist er nach wie vor als Komponist und Dozent aktiv.

## Werke (Auswahl)
- Die flüchtige Evidenz (2012), für Viola und Elektronik
- Pour Annette (2011), für Lautsprecherorchester
- Ad multos annos (“Jubiläums-Ouvertüre”, 2009), für großes Orchester
- Loslassen (2007), Klanginstallation
- Schenk mir dein Ohr (2006), für Lautsprecherorchester
- Sieben (2005), für Schlagzeug und Elektronik
- Ein Ruheraum im Gebirge: Wellen (2003), Klanginstallation
- Crater Music (2002), für Lautsprecherorchester
- Kadenz (2001), für kleines Orchester und Elektronik
- Konzert für elektrisches Quartett und Geräuschorchester (2001)
- Die Stimme des Guarani (2000), Performance, Installation und Radioarbeit
- Der Kuss (1999), für Ensemble und Elektronik
- Allein (1995), für Gitarre
- Umformung (1994), für Lautsprecherorchester
- Triflauto (1994), für Flöte und UPIC (elektronische Klänge)
- Trugklang (1993), für Viola und Elektronik
- Jede Frau trägt einen Schrei (1991), für Posaune und Multimedia
- Tropical Birds in the Pet Shop (1991), für Lautsprecherorchester
- Durch unsre Stadt zum Tor hinaus (1990), für Lautsprecherorchester
- Früher gab es keine Welt (1989), für Lautsprecherorchester
- Epifania – Skizze II über Schreie und Ausrottung (1987–88), für Lautsprecherorchester
- Muirte claus – zum Gedenken an die Opfer von AIDS (1983–85), für Stimme und Elektronik
- Another View of Delft (1982), für Flöte

## Diskografie
- „Coletânea de Música Eletroacústica Brasileira“ (CD SBME 007, 2009)
- „ISMEAM '97“ (CD HEAR 103, 1997)
- „Música Eletroacústica Brasileira“ (CD RioArte Digital RD003, 1995)
- CD Audio-Appendix zur „Sampling“ (hrsg. v. Mathias Fuchs u. a., Hochschule für Angewandte Kunst Wien, ISBN 3-85211-044-0, 1995)
- „Premeditando o Breque“ (CD Velas 11-4067, 1995)
- „Premê Alegria dos Homens“ (Eldorado CD ELD 7078, 1991)
- „El Ak Mu“ (HA HA Soundwave CD 1015, 1989)
- „Grande Coisa“ (LP EMI-Odeon 31C 062 421277, 1986)
- „Premeditando o Breque“ (LP independente SPL-001, 1981)